# 地方氣象台
地方氣象台（日语：／ Chihō kishōdai）是日本氣象廳設置在地方的氣象台，行政上是氣象廳的一個地方支分部局。其中北海道和部分沒有管區氣象台的府縣的地方氣象台還有監理測候所的職能。日本全國共設置有50個地方氣象台（不包括航空地方氣象台），其中北海道6個，沖繩縣3個，其他沒有設置管區氣象台的府縣各1個。

## 日本的地方氣象台

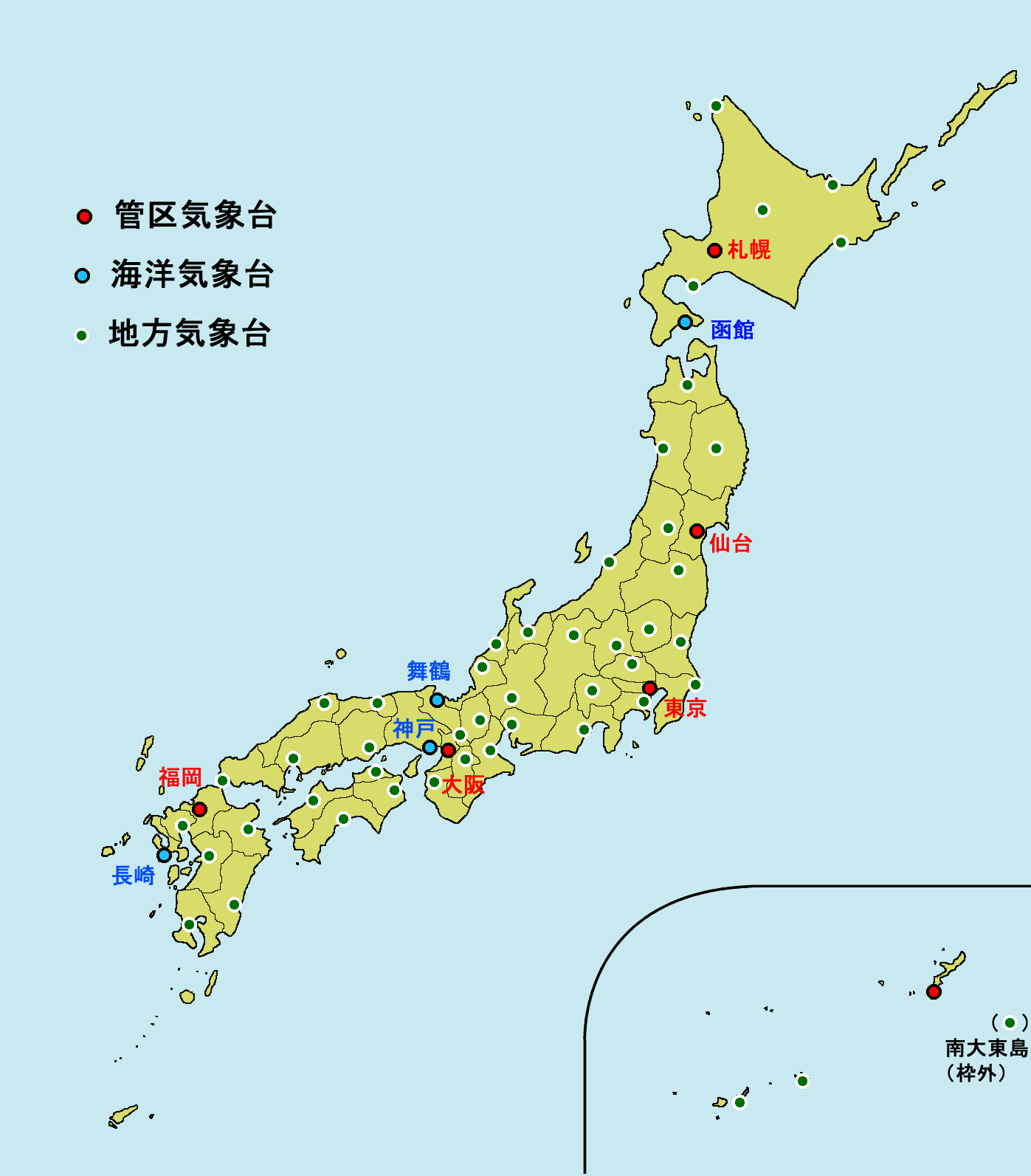
氣象台的位置

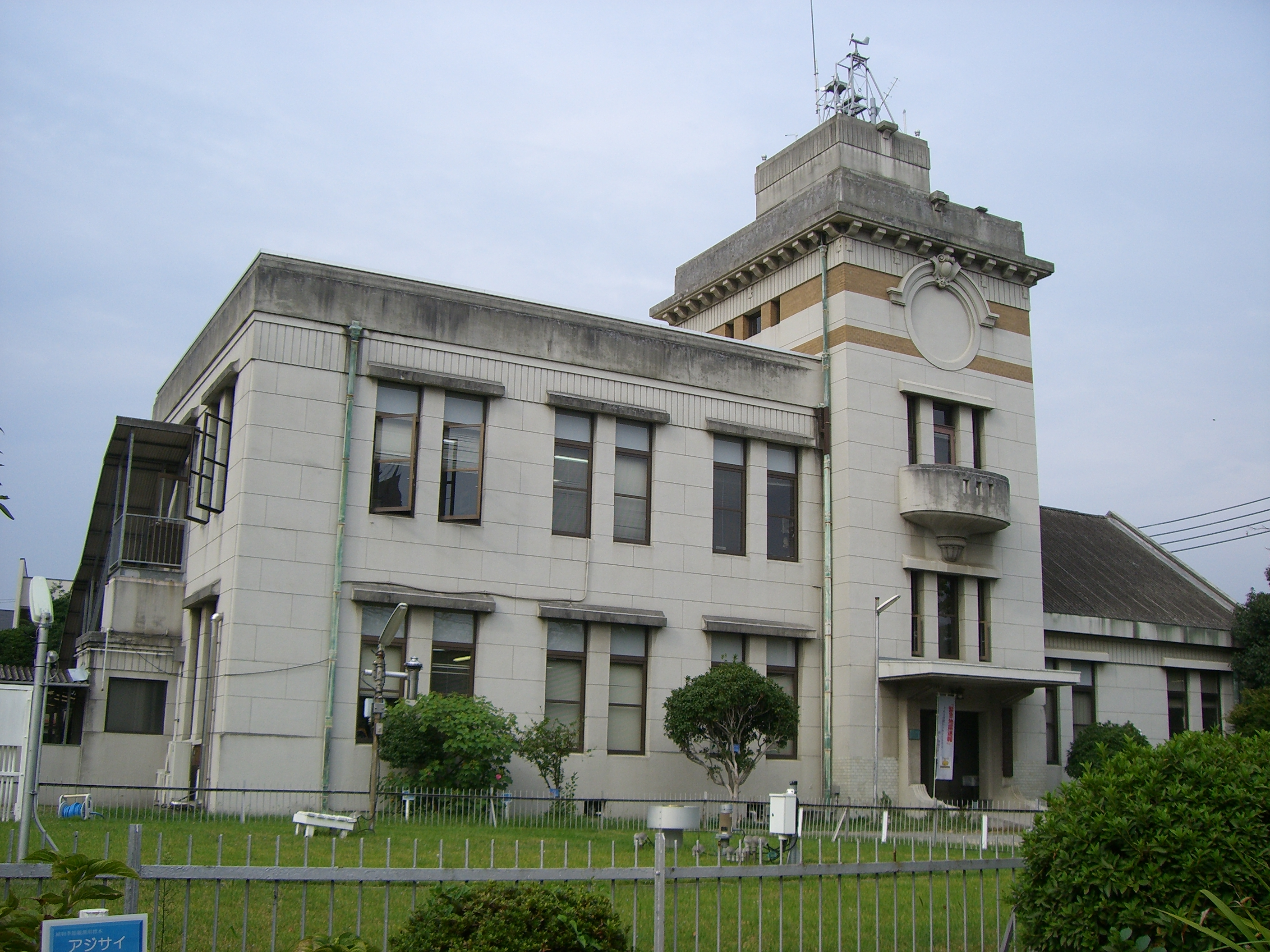
日本登錄有形文化財：松山地方氣象台

航空地方氣象台不在列表之內。
札幌管區氣象台（北海道地方預報中樞官署）
- 函館地方氣象台
- 旭川地方氣象台
- 室蘭地方氣象台

- 釧路地方氣象台
- 網走地方氣象台
- 稚内地方氣象台

仙台管區氣象台（東北地方預報中樞官署）
- 青森地方氣象台
- 盛岡地方氣象台
- 秋田地方氣象台

- 山形地方氣象台
- 福島地方氣象台

東京管區氣象台（關東地方預報中樞官署）
- 水戶地方氣象台
- 宇都宮地方氣象台
- 前橋地方氣象台
- 熊谷地方氣象台

- 銚子地方氣象台
- 橫濱地方氣象台
- 甲府地方氣象台
- 長野地方氣象台

- 新潟地方氣象台（北陸地方預報中樞官署）

- 富山地方氣象台
- 金澤地方氣象台

- 福井地方氣象台

- 名古屋地方氣象台（東海地方預報中樞官署）

- 岐阜地方氣象台
- 静岡地方氣象台

- 津地方氣象台

大阪管區氣象台（近畿地方預報中樞官署）
- 神戶地方氣象台
- 彥根地方氣象台
- 京都地方氣象台

- 奈良地方氣象台
- 和歌山地方氣象台

- 廣島地方氣象台（中國地方預報中樞官署）

- 鳥取地方氣象台
- 松江地方氣象台

- 岡山地方氣象台

- 高松地方氣象台（四國地方預報中樞官署）

- 德島地方氣象台
- 松山地方氣象台

- 高知地方氣象台

福岡管區氣象台（九州北部（含山口縣）地方預報中樞官署）
- 長崎地方氣象台
- 下關地方氣象台
- 佐賀地方氣象台

- 熊本地方氣象台
- 大分地方氣象台

- 鹿兒島地方氣象台（九州南部地方預報中樞官署）
- 宮崎地方氣象台

沖繩氣象台（沖繩地方預報中樞官署）
- 宮古島地方氣象台
- 石垣島地方氣象台

- 南大東島地方氣象台

## 關聯項目
- 航空地方氣象台
- 管區氣象台
- 海洋氣象台